# Чан Дик Лионг
Чан Дик Лионг (кин: 陳德良, виј. Trần Đức Lương; Кванг Нгај, 5. мај 1937 — Ханој, 20. мај 2025) био је председник Вијетнама.
Рођен је у покрајини Кванг Нгај, а пошто је напустио школу преселио је у Ханој. Студирао је геологију и радио је као картограф. У Комунистичку партију Вијетнама се учланио 1959. године. Заменик премијера је постао 1987. године и функцију је вршио наредних десет година. Председник је био од 1997. до 2006. године.